# Léon-Adolphe Amette
Léon-Adolphe Amette (Douville, 6 settembre 1850 – Antony, 29 agosto 1920) è stato un cardinale e arcivescovo cattolico francese.

## Biografia
Léon-Adolphe Amette nacque il 6 settembre 1850 a Douville, regione d'Aquitania e diocesi di Évreux, nell'allora Seconda Repubblica francese (oggi Repubblica francese). Dopo la scuola primaria entrò nel seminario di Saint-Sulpice ove studiò filosofia e teologia.
Venne ordinato diacono il 21 dicembre 1872, ricevendo poi l'ordinazione sacerdotale il 20 dicembre 1873 a Parigi, per imposizione delle mani di Joseph Hippolyte Guibert, O.M.I., arcivescovo metropolita di Parigi e futuro cardinale; si è incardinato, ventitreenne, come presbitero della stessa arcidiocesi.
Divenne in seguito segretario personale di monsignor François Grolleau, vescovo di Évreux; diresse inoltre l'amministrazione della diocesi come vicario generale dal 1889 al 1898.

### Ministero episcopale
Eletto vescovo di Bayeux l'8 luglio 1898, quarantasettenne, ricevette l'approvazione da parte di papa Leone XIII il 28 novembre successivo; succedette a Flavien-Abel-Antoinin Hugonin, deceduto settantaquattrenne il 2 maggio precedente dopo aver guidato la diocesi per ben trentuno anni. Ricevette la consacrazione episcopale il 25 gennaio 1899, presso la Cattedrale di Notre-Dame ad Évreux, per imposizione delle mani del cardinale Guillaume-Marie-Romain Sourrieu, arcivescovo metropolita di Rouen, assistito dai co-consacranti Louis-François Sueur, arcivescovo metropolita di Avignone, e Philippe Meunier, vescovo di Evreux; prese possesso della diocesi durante una cerimonia successiva svoltasi nella Cattedrale di Notre-Dame a Bayeux. Come suo motto episcopale il neo vescovo Amette scelse Est Christus vivere, che tradotto vuol dire "Cristo è vita".
Il 21 febbraio 1906 papa Pio X lo promosse, cinquantacinquenne, arcivescovo coadiutore con diritto di successione di Arcidiocesi di Parigi, assegnandogli contestualmente la sede arcivescovile titolare di Side.
Poco meno di due anni dopo, il 28 gennaio 1908, giorno della morte dell'ottantottenne cardinale François-Marie-Benjamin Richard de la Vergne, succedette per coadiutoria come arcivescovo metropolita di Parigi all'età di cinquantasette anni; contestualmente ricevette anche il titolo onorifico di primate di Francia. In seguito, ricevette il pallio, simbolo di comunione tra la Santa Sede ed il metropolita.
Nel maggio 1911 minacciò di scomunica tutti i cattolici che avessero assistito al balletto Le Martyre de saint Sébastien, diretto e danzato da Ida Rubinstein, parole di Gabriele D'Annunzio, musica di Claude Debussy, coreografia di Michel Fokine.

### Cardinalato
Papa Pio X lo creò cardinale nel concistoro del 27 novembre 1911, all'età di sessantun anni; tre giorni dopo, il 30 novembre, gli vennero conferiti la berretta ed il titolo cardinalizio di Santa Sabina, vacante dal 26 ottobre 1908, giorno della morte del cardinale François-Désiré Mathieu, arcivescovo metropolita di Tolosa.
Dopo la morte di papa Pio X, prese parte al conclave del 1914, che si concluse con l'elezione al soglio pontificio del cardinale Giacomo della Chiesa con il nome di Benedetto XV.
Durante il suo ministero si adoperò a favore della modernizzazione dei metodi pastorali in una diocesi fortemente tradizionalistica, mentre sul piano politico fu di tendenze conciliatrici. Inoltre si impegnò molto nella costruzione della chiesa di San Domenico a Parigi, inaugurata il 7 ottobre 1921, ed è lui che si vede nel timpano sud di questa chiesa nel semi-mosaico realizzato da un cartone di Maria Cecilia Schmitt ove lo si vede rimettere le chiavi della chiesa a san Domenico. Le arme che figurano in basso sono quelle del cardinale. Il prete che è inginocchiato a destra è Pierre-Maurice-Marie Rivière, amministratore della cappella di San Domenico, nipote della principessa d'Arenberg e che diventerà vescovo di Monaco.
Morì alle 6:00 del 29 agosto 1920 mentre era in vacanza ad Antony, vicino a Parigi, all'età di sessantanove anni. Al termine dei solenni funerali, la salma venne tumulata nella Cattedrale di Notre-Dame di Parigi; il suo memoriale, opera dallo scultore Hippolyte Lefèbvre nel 1923, si trova nella cappella di San Vincenzo de' Paoli della medesima cattedrale.

## Genealogia episcopale e successione apostolica
La genealogia episcopale è:
- Cardinale Guillaume d'Estouteville, O.S.B.Clun.
- Papa Sisto IV
- Papa Giulio II
- Cardinale Raffaele Sansone Riario
- Papa Leone X
- Papa Paolo III
- Cardinale Francesco Pisani
- Cardinale Alfonso Gesualdo di Conza
- Papa Clemente VIII
- Cardinale Pietro Aldobrandini
- Cardinale Laudivio Zacchia
- Cardinale Antonio Barberini, O.F.M.Cap.
- Cardinale Nicolò Guidi di Bagno
- Arcivescovo François de Harlay de Champvallon
- Cardinale Louis-Antoine de Noailles
- Vescovo Jean-François Salgues de Valderies de Lescure
- Arcivescovo Louis-Jacques Chapt de Rastignac
- Arcivescovo Christophe de Beaumont du Repaire
- Cardinale César-Guillaume de la Luzerne
- Arcivescovo Gabriel Cortois de Pressigny
- Arcivescovo Hyacinthe-Louis de Quélen
- Vescovo Louis-Charles Féron
- Vescovo Pierre-Alfred Grimardias
- Cardinale Guillaume-Marie-Romain Sourrieu
- Cardinale Léon-Adolphe Amette

La successione apostolica è:
- Vescovo Jean-Baptiste Desanti (1906)
- Vescovo Jules-Laurent-Benjamin Morelle (1906)
- Vescovo Hyacinthe-Joseph Jalabert, C.S.Sp. (1909)
- Vescovo Emmanuel-Jules-Marie Marbeau (1910)
- Arcivescovo Jacques-Emile Sontag, C.M. (1910)
- Vescovo Emmanuel-Marie-Joseph-Anthelme Martin de Gibergues (1912)
- Vescovo Pierre-Louis Genoud, C.S.Sp. (1912)
- Vescovo Léon-Adophe Lenfant (1915)
- Arcivescovo Maurice-Louis-Marie Rivière (1915)
- Arcivescovo Benjamin-Octave Roland-Gosselin (1919)
- Vescovo Jean-Baptiste Pelt (1919)
- Vescovo Raymond-René Lerouge, C.S.Sp. (1920)